# Tschechoslowakische Fußballmeisterschaft 1920
Im Jahr 1920 fand keine offizielle Tschechoslowakische Fußballmeisterschaft statt. Der Ausschuss des Böhmischen Verbandes ČSF (Český svaz footballový) entschied in sich in einer Sitzung mit 4:3 Stimmen gegen die Austragung einer Meisterschaft, da an dieser kein Zuschauerinteresse zu erwarten sei. Gespielt wurde in den einzelnen Gaumeisterschaften, wobei die Mittelböhmische Liga als stärkste, und deren Sieger somit als tschechoslowakischer Meister angesehen wurde.

## Modus
Vor der Saison wurde der Gau Kladno (Kladenská župa) aufgelöst und deren Mannschaften in den Mittelböhmischen Gau integriert. Die beiden stärksten Mannschaften SK Kladno und SK Sparta Kladno nahmen neben zehn Teams aus Prag und Umgebung an der zwölf Klubs umfassenden Mittelböhmische Liga teil. Jeder Verein spielte nur ein Mal gegen jeden anderen, die Meisterschaft fand im Frühjahr 1920 statt.

## Mittelböhmische Liga 1920
Meister in der Mittelböhmischen Liga (offizielle Bezeichnung: Středočeská župa) wurde ohne Punktverlust Sparta Prag, das sieben Punkte Vorsprung vor dem Zweitplatzierten AFK Vršovice hatte. Slavia Prag wurde nur Sechster. Ursprünglich sollten sechs Mannschaften in die zweite Klasse, die II. třída absteigen, letztlich gab es aber nur drei Absteiger: SK Olympia Prag VII, ČAFC Vinohrady und SK Libeň.
| Pl. | Verein              | Sp. | S  | U | N | Tore    | Quote | Punkte |
| --- | ------------------- | --- | -- | - | - | ------- | ----- | ------ |
| 1.  | Sparta Prag (M)     | 11  | 11 | 0 | 0 | 037:600 | 6,17  | 22:0   |
| 2.  | AFK Vršovice        | 11  | 6  | 3 | 2 | 020:140 | 1,43  | 15:70  |
| 3.  | FK Viktoria Žižkov  | 11  | 6  | 2 | 3 | 021:110 | 1,91  | 14:80  |
| 4.  | AFK Union Žižkov    | 11  | 5  | 4 | 2 | 015:100 | 1,50  | 14:80  |
| 5.  | SK Sparta Kladno    | 11  | 7  | 0 | 4 | 027:220 | 1,23  | 14:80  |
| 6.  | Slavia Prag         | 11  | 5  | 1 | 5 | 035:170 | 2,06  | 11:11  |
| 7.  | SK Kladno           | 11  | 4  | 3 | 4 | 027:270 | 1,00  | 11:11  |
| 8.  | SK Meteor Vinohrady | 11  | 3  | 3 | 5 | 016:200 | 0,80  | 09:13  |
| 9.  | SK Meteor Prag VIII | 11  | 3  | 2 | 6 | 018:300 | 0,60  | 08:14  |
| 10. | SK Olympia Prag VII | 11  | 3  | 1 | 7 | 011:180 | 0,61  | 07:15  |
| 11. | ČAFC Vinohrady      | 11  | 1  | 3 | 7 | 010:270 | 0,37  | 05:17  |
| 12. | SK Libeň            | 11  | 0  | 2 | 9 | 007:420 | 0,17  | 02:20  |

Platzierungskriterien: 1. Punkte – 2. Torquotient
| (M) | amtierender Meister |

Aus der II. třída stiegen folgende Klubs in die Středočeská župa 1921 auf:
- AFK Kolín
- SK Bubeneč
- SK Slavoj Žižkov